# Chthonius subterraneus subterraneus
Chthonius subterraneus subterraneus es una subespecie de arácnido  del orden Pseudoscorpionida de la familia Chthoniidae.

## Distribución geográfica
Se encuentra en los Balcanes y en Hungría.